# درهم نقری نوین
درهم نقره‌ای یا درهم نقره‌ای نوین (درهم اسلامی) در حقیقت شکلی جدید از درهم نقره‌ای اسلامی است، که بعد از سقوط امپراتوری عثمانی استفاده از آن ترک شده بود. آغاز دوباره آن توسط عالم اسلامی اسپانیایی شیخ عمر وادیلو در سال ۱۹۹۲میلادی صورت گرفت و سنّت پیامبر اسلام را بعد از یک قرن زنده ساخت.

احیای مجدد آن طرفداران زیادی دارد که عبارت اند از شیخ عبدالقادر الصوفی، شیخ عمر وادیلو، شیخ عمران نزار حسین، جناب آصف شیراز، دکتور احمد کامیل محی الدین میرا، جناب عبدالرحمٰن مهدی، و احمد تهامسن و….
اجرای درهم نقره‌ای همراه دینار طلای در چندین کشور جهان آغاز شده‌است. مانند مالزی، اندونزی، پاکستان، افغانستان، عراق و….

## معیارهای وزن و عیار
وزن دینار طلای جدید نیز یک مثقال تعیین شده‌است که وزن آن برابر با ۷۲ دانه جو یا ۴/۲۵ گرم است. مطابق معیار تعین شده زمان حکومت عمر بن خطاب وزن ۷ دینار طلای با ۱۰ درهم مساوی می‌باشد که وزن یک درهم ۲/۹۷۵ گرم (تقریباً ۳ گرم) می‌گردد، که باید عیار درهم نقره‌ای کمتر از ۲۴ قیرات (۹۹٫۹٪) باشد؛ لذا شرکت‌های تولید سکه‌های درهم نقره‌ای از قبیل ضراب خانهِ بین‌المللی اسلامی، دینار وکاله، ضراب خانه ارزهای سنّت و غیره از همین معیار تعین شده پشتیبانی می‌کنند.